# Tajmirski zaljev
Tajmirski zaljev (rus. Таймырская губа) je zaljev u Karskom moru koji uključuje ušće Donje Tajmire.
Sam estuarij je zaleđen oko devet mjeseci u godini, a čak ni ljeti nikada nije sasvim slobodan od santi leda. U njegovim vodama vrlo su česte ribe poput jezerske zlatovčice (Salvelinus alpinus) i muksuna (Coregonus muksun).

## Geografija
Ušće se otvara otprilike sjeverozapadno od zapadne obale poluotoka Tajmir u istočna prostranstva Karskog mora, šireći se od oko 4 km na ušću rijeke do oko 20 km. Njegova duljina, uključujući i širi zaljev, iznosi oko 50 km, a širine oko 40 km.
Otok Tajmir nalazi se oko 60 km zapadno od ušća estuarija. Iza rta Oscar, rta poluotoka Oscar koji ograničava zaljev na sjeveroistoku, nalazi se Tollov zaljev.
Klima u pustom području Tajmirskog zaljeva je oštra, s dugim i ljutim zimama te čestim mećavama i olujama.

### Otoci
Najvažniji otoci u Tajmirskom zaljevu su:
- Celjuskin je prvi otok na ušću zaljeva.
- Bera ili Baer (Ostrov Bera) iznosi 3,5 km dugo. Nalazi se na sredini ulaza u zaljev, oko 13 km od Karskog mora. Ovaj je otok dobio ime po baltičko-njemačkom znanstveniku Karlu Ernstu von Baeru. Baer je dao važan doprinos istraživanju arktičke meteorologije između 1830. i 1840. godine.
- Otoci Nanosnije četiri su mala otoka, od kojih je najveći 5 km dug i 2 km širok. Nalaze se u ušću estuarija, na samom ulazu u zaljev.
- Fomin (Ostrov Fomin) dug je 11,5 km i širok 3,7 km. Nalazi se duboko unutar ušća, dijeleći posljednji dio rijeke Tajmire na dva rukavca. Ovaj je otok dobio ime po ranom ruskom istraživaču Arktika Nikiforu Fominu.

## Povijest
Tijekom 1740-ih godina, tijekom Velike sjeverne ekspedicije, Nikifor Fomin stigao je do otoka Bera i sagradio kolibu kako bi ondje prezimio.
Tajmirski zaljev i njegove otoke istražio je Alexander von Middendorff tijekom svoje ekspedicije u Sibir (1842. – 1845.). Otok Bera bio je najudaljenija sjeverna točka do koje je stigao nakon istraživanja rijeke Tajmire s juga prema njezinom ušću u kolovozu 1843.
Barun Eduard von Toll tijekom svoje posljednje ekspedicije, Ruske polarne ekspedicije 1900.-1903., istraživao je ušće Tajmirskog zaljeva. Toll je na otoku Bera pronašao kvarcnu gromadu koju je opisao Middendorff. Pronašao je i ostatke kolibe Nikifora Fomina.
Danas je Tajmirski zaljev dio Velikog arktičkog državnog prirodnog rezervata, najvećeg prirodnog rezervata u Rusiji.

## Administracija
Tajmirski zaljev i cijelo njegovo okolno područje administrativno pripadaju ruskom Krasnojarskom kraju.

## Vanjske poveznice
- Location  Arhivirana inačica izvorne stranice od 9. siječnja 2008. (Wayback Machine)
- Meteohistory  Arhivirana inačica izvorne stranice od 9. veljače 2012. (Wayback Machine)